# Carl Georg Bartholdy
Carl Georg Bartholdy (6. marts 1895 i Laurbjerg – 15. marts 1970) var en dansk officer og politiker, bror til Christian Bartholdy.
Han var søn af sognepræst J.P. Bartholdy (død 1928) og hustru Marie født Gad (død 1943), blev student 1912, premierløjtnant i fodfolket 1916, lærer ved Hærens Gymnastikskole 1921 og ved Fodfolkets Kornetskole 1922-23, kom i reserven 1924 og var farmer i Alberta, Canada 1925-30. Hjemvendt blev Bartholdy kaptajn 1931, sekretær for Det unge Grænseværn og De danske Samfund i Grænselandet 1933-38 og var ejer af Munkemølle ved Rinkenæs fra 1938. Han var tjenstgørende ved den internationale kontrol i Pyrenæerne under Den Spanske Borgerkrig 1938-39 og ved Beredskabsstyrken 1939-40.
Bartholdy deltog i kampen ved Bredevad 9. april 1940 og var interneret af Gestapo i Frøslevlejren fra februar 1944 til maj 1945. Dernæst blev rollerne byttet om, og Bartholdy blev kommandant i Fårhuslejren 1945, blev oberstløjtnant af forstærkningen og chef for 23. Bataljon 1947 og var regionsleder i Hjemmeværnet, Region III (Sydjylland) fra 1949. Han blev oberstløjtnant i Hjemmeværnet 1952, var chef for den ægyptiske-israelske våbenstilstandskommission 1954-55, blev oberst i Hjemmeværnet 1956 og fik afsked 1957.
Bartholdy var medlem af Folketinget for Det Konservative Folkeparti 1945, medlem af Terrainsport-Raadet, af bestyrelsen for Frivillig Dansk Arbejdstjeneste 1940-45, af Forsvarskommissionen af 1946, af hovedstyrelsen for Grænseforeningen 1945-54 og af bestyrelsen for Rinkenæs Ungdomsskole. Han var Kommandør af Dannebrogordenen og Dannebrogsmand.
Han blev gift 14. maj 1937 med Ellen Tvede (17. maj 1894 i Helsingør - ?), datter af direktør, landstingsmand Charles Tvede og hustru Elizabeth født Gradman.